# Ліньово Озеро
Ліньо́во О́зеро (рос. Линёво Озеро) — село у складі Хілоцького району Забайкальського краю, Росія. Адміністративний центр Ліньово-Озерського сільського поселення.
Стара назва — Ліньово-Озеро.

## Населення
Населення — 2367 осіб (2010; 2655 у 2002).
Національний склад (станом на 2002 рік):
- росіяни — 98 %